# Seznam moravských šlechtických rodů, H
Tento seznam obsahuje výčet šlechtických rodů, které byly v minulosti spjaty s Markrabstvím moravským. Podmínkou uvedení je držba majetku, která byla v minulosti jedním z hlavních atributů šlechty, případně, zejména u šlechty novodobé, jejich služby ve státní správě na území Moravy či podnikatelské aktivity. Platí rovněž, že u šlechty, která nedržela konkrétní nemovitý majetek, jsou uvedeny celé rody, tj. rodiny, které na daném území žily alespoň po dvě generace, nejsou tudíž zahrnuti a počítáni za domácí šlechtu jednotlivci, kteří na Moravě vykonávali pouze určité funkce (politické, vojenské apod.) po přechodnou či krátkou dobu. Nejsou rovněž zahrnuti církevní hodnostáři z řad šlechty, kteří pocházeli ze šlechtických rodů z jiných zemí.

## H

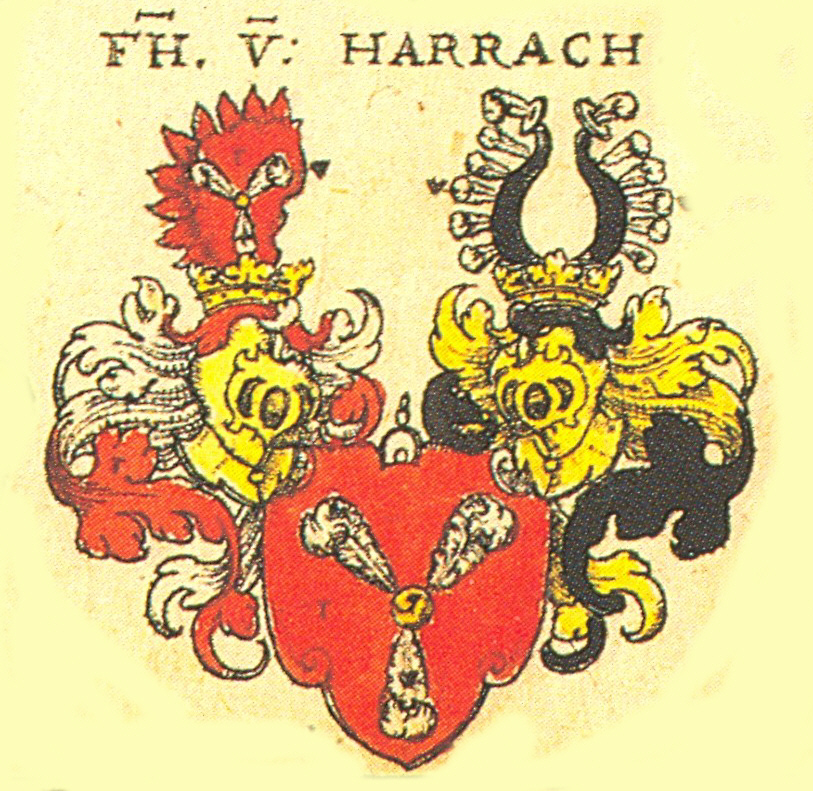
Erb rodu Harrachů. Vyobrazení z erbovníku Johanna Siebmachera.

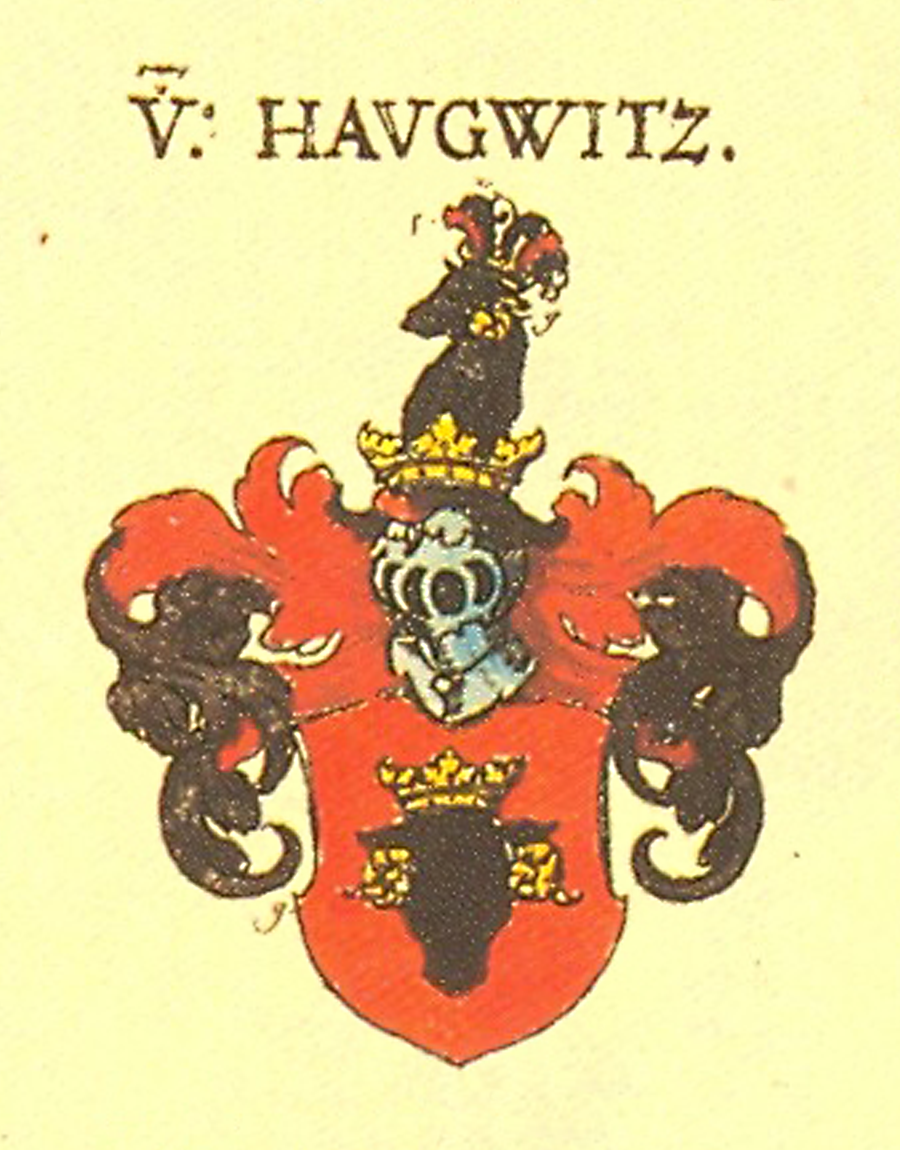
Erb rodu Haugviců.

- Haasové z Haasenfelsu[1]
- Haberleové[2]
- Haidlerové z Burišova[2]
- Hanauové und zu Hořowitz[1]
- Hanušové ze Šaratic[2]
- Hardekové
- Harrachové
- Hatlákové z Prachatic[2]
- Haugvicové z Biskupic
- Hauptové von Buchenrode[1]
- z Heidy[2]
- z Heršic[2]
- Hertingové[2]
- Hertodtové z Todtenfeldu
- Hévinové de Navarre[1]
- Heyfelderové z Heyfeldu[2]
- Hiršové[2]
- Hohenemsové[3]
- Holgerové z Peltenberka[2]
- z Holštejna
- Hompeschové[1]
- Honrichsové zu Wolfswarffen[1]
- Honsigové von Jägerhein[1]
- z Horky
- Holgerové z Peltenberka[2]
- Hořičtí z Hořic
- Hrabišové z Kunratic[2]
- Hradišťští z Hradiště[2]
- Hrobčičtí z Hrobčic[2]
- Husové z Doupova[2]